# هنري إسحاق
هنري إسحاق (بالإنجليزية: Henry Isaac)‏ (14 فبراير 1980 بأويري في نيجيريا - ) هو لاعب كرة قدم نيجيري في مركز الهجوم. شارك مع منتخب نيجيريا لكرة القدم. أما مع النوادي، فقد لعب مع آينتراخت فرانكفورت وسلايما واندريرز وفالدهوف مانهايم ونادي سانت باولي ونادي ساندفيورد ونادي فرام ونادي هارتلاند وVeria F.C. ‏ وVittoriosa Stars F.C. ‏ ونادي سيوفوك ‏.

## وصلات خارجية
- هنري إسحاق على موقع قاعدة بيانات كرة القدم.إي يو (الإنجليزية)
- هنري إسحاق على موقع ناشيونال فوتبول تيمز (الإنجليزية)
- هنري إسحاق على موقع عالم كرة القدم.نت (الإنجليزية)
- هنري إسحاق على موقع أوليمبيديا (الإنجليزية)